# Adam Kaufman
Adam Kaufman (* 11. Mai 1974) ist ein US-amerikanischer Schauspieler, der  Charlie Keys in der Science-Fiction-Miniserie Taken von Steven Spielberg verkörperte. Er hatte seinen ersten Fernsehauftritt 1999 in der Fernsehserie Brookfield.

## Leben
Kaufman wurde in Virginia geboren und wuchs in New Canaan in Connecticut auf. Er hat einen jüdischen Vater und eine römisch-katholische Mutter. Er studierte Schauspiel am Lynchburg College, the Circle an der Square Theatre School und am Eugene O’Neill Theater Center’s National Theater Institute.
Kaufman traf im Jahr 2005 seine Lebensgefährtin, die Schauspielerin Poppy Montgomery, am Set des Independent-Films Between und verabredete sich mit ihr. Daraufhin lebte er mit ihr zusammen. Im Juni 2007 gab Montgomery ihre Schwangerschaft von Kaufman bekannt. Montgomery verkörperte zu diesem Zeitpunkt die FBI-Agentin Samantha Spade in der Fernsehserie Without a Trace und Kaufman Brian Donovan, den Vater von Spades Sohn Finn. Am  23. Dezember 2007 wurde der gemeinsame Sohn von Montgomery und Kaufman in Los Angeles geboren. Kaufman ist der jüngere Bruder von David Kaufman, der die Titelfigur Danny Phantom in der gleichnamigen Zeichentrickserie von Nickelodeon synchronisiert.
Am 11. Oktober 2011 wurde von Life & Style verlauten lassen, dass Adam Kaufman sich von seiner Lebensgefährtin Poppy Montgomery getrennt hat. Es wurde berichtet, dass die Trennung aufgrund der räumlichen Distanz zwischen den Arbeitsplätzen der beiden Schauspieler in New York City, wo Montgomery ihre aktuelle Fernsehserie Unforgettable drehte, und Los Angeles, wo Kaufman tätig war, erfolgt sei.

## Filmografie (Auswahl)
- 1997; 2006: Law & Order (Fernsehserie, 2 Folgen)
- 1999: Brookfield (Fernsehfilm)
- 1999: Buffy – Im Bann der Dämonen (Buffy the Vampire Slayer, Fernsehserie, 5 Folgen)
- 1999–2000: Dawson’s Creek (Fernsehserie, 5 Folgen)
- 2000: Metropolis (Fernsehfilm)
- 2000: Law & Order: Special Victims Unit (Fernsehserie, eine Folge)
- 2001: Dead Last (Fernsehserie, eine Folge)
- 2002: Taken (Miniserie, 5 Folgen)
- 2003: CSI: Miami (Fernsehserie, eine Folge)
- 2004: Beck and Call (Kurzfilm)
- 2004: Veronica Mars (Fernsehserie, eine Folge)
- 2005: Between
- 2005: Vieni via con me
- 2005: E-Ring – Military Minds (E-Ring, Fernsehserie, eine Folge)
- 2006: Über Nacht Familienvorstand (Hello Sister, Goodbye Life, Fernsehfilm)
- 2006: Vergeltung – Sie werden Dich finden (Altered)
- 2007: Mad Men (Fernsehserie, eine Folge)
- 2007: CSI: NY (Fernsehserie, eine Folge)
- 2007–2009: Without a Trace – Spurlos verschwunden (Without a Trace, Fernsehserie, 13 Folgen)
- 2009: Loving Leah (Fernsehfilm)
- 2009: Melrose Place (Fernsehserie, 2 Folgen)
- 2009: Cupid (Fernsehserie, eine Folge)
- 2010: Cinderella Love Story (Lying to Be Perfect, Fernsehfilm)
- 2010: Navy CIS (NCIS, Fernsehserie, 2 Folgen)
- 2011: Perfectly Prudence (Fernsehfilm)
- 2011: Final Sale
- 2012: Hawaii Five-0 (Fernsehserie, eine Folge)
- 2014–2015: State of Affairs (Fernsehserie, 13 Folgen)
- 2015	Stalker (Fernsehserie, 2 Folgen)
- 2015	A Mother's Betrayal (Fernsehfilm)
- 2016	Secrets and Lies (Fernsehserie, 1 Folge)
- 2017	Crazy Ex-Girlfriend (Fernsehserie, 1 Folge)
- 2017	Lethal Weapon (Fernsehserie, 1 Folge)
- 2017–18 iZombie (Fernsehserie, 2 Folgen)